# Olios chelifer
Olios chelifer is een spinnensoort uit de familie van de jachtkrabspinnen (Sparassidae).
De wetenschappelijke naam van de soort werd in 1937 gepubliceerd door Reginald Frederick Lawrence.